# Peter Krukenberg

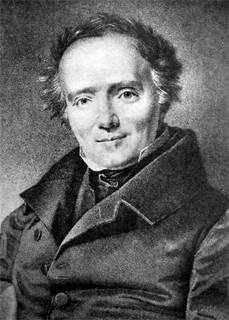
Peter Krukenberg

Peter David Krukenberg (* 14. Februar 1787 in Königslutter; † 13. Dezember 1865 in Halle/Saale) war ein deutscher Mediziner und Kliniker.

## Leben
Nach dem Besuch der Schule seines Heimatortes und des Gymnasiums in Braunschweig trat Krukenberg 1804 in das dortige Collegium Carolinum und das angegliederte Anatomisch-Chirurgische Institut ein. Danach studierte er ab 1808 Medizin an der Universität Göttingen. Hier wurde er 1810 mit der Dissertation „De cancro bulbi oculi humani“ zum Doktor der Medizin und Chirurgie promoviert. 1811 wechselte er an die eben gegründete Universität Berlin. Dort schloss er sich dem Mediziner Johann Christian Reil an, dessen Tochter er 1815 heiratete. In den Befreiungskriegen 1813/15 trat er dem Lützowschen Freikorps bei, zunächst als Soldat, danach als Arzt.
Krukenberg wurde 1814 zum außerordentlichen Professor der Medizinischen Fakultät der Universität Halle ernannt und hielt Vorlesungen zur Therapie. Auch leitete er provisorisch die Universitätsklinik. Das Staatsexamen legte er 1815 in Berlin ab. Diese Professur nahm er nur bis 1816 wahr, denn er plante eine „ambulatorische Klinik“ einzurichten. Diese Poliklinik eröffnete er mit staatlicher Unterstützung am 13. Mai 1816 in seinem Hause, Brüderstraße 5, in die er das städtische Armenlazarett integrierte. Im selben Jahr trat er der Freimaurerloge Zu den drei Degen bei. 1822 wurde er zum ordentlichen Professor für Pathologie und Therapie sowie zum Direktor der Universitätsklinik in Halle berufen. In seine Amtszeit fiel auch der von ihm geforderte Neubau dieser Klinik am Domplatz. Heute befindet sich in dem Gebäude das Zoologische Institut der Universität. Nach seiner Verabschiedung als Direktor im Jahre 1856 setzte er seine Vorlesungstätigkeit noch bis 1861 fort.
Seine besonderen Verdienste neben seiner hervorragenden wissenschaftlichen Tätigkeit sind seine Aktivitäten hinsichtlich des verbesserten Ausbaus klinischer Einrichtungen. So integrierte er die klinische Ausbildung in den Fächern Chirurgie, Gynäkologie, Psychiatrie usw. in die Universität, wodurch Halle zum Vorbild für andere deutsche Universitäten wurde. 1857 brachte er von seinem Vermögen 5000 Taler in eine Stiftung ein, die junge Mediziner in ihrer wissenschaftlichen Ausbildung unterstützen sollte.

## Ehrungen und Auszeichnungen
Krukenberg wurde für seine Leistungen mit dem Titel Geheimrat sowie dem Roten Adler-Orden 2. Klasse mit Stern geehrt. Sein Grab (Abt. I Nr. 292/293) befindet sich auf dem Stadtgottesacker in Halle. Zu Ehren Krukenbergs wurde eine Straße in Halle (Saale) nach ihm benannt. Im Jahr 1858 wurde er zum Mitglied der Leopoldina gewählt.